# Johann Christian Polycarp Erxleben

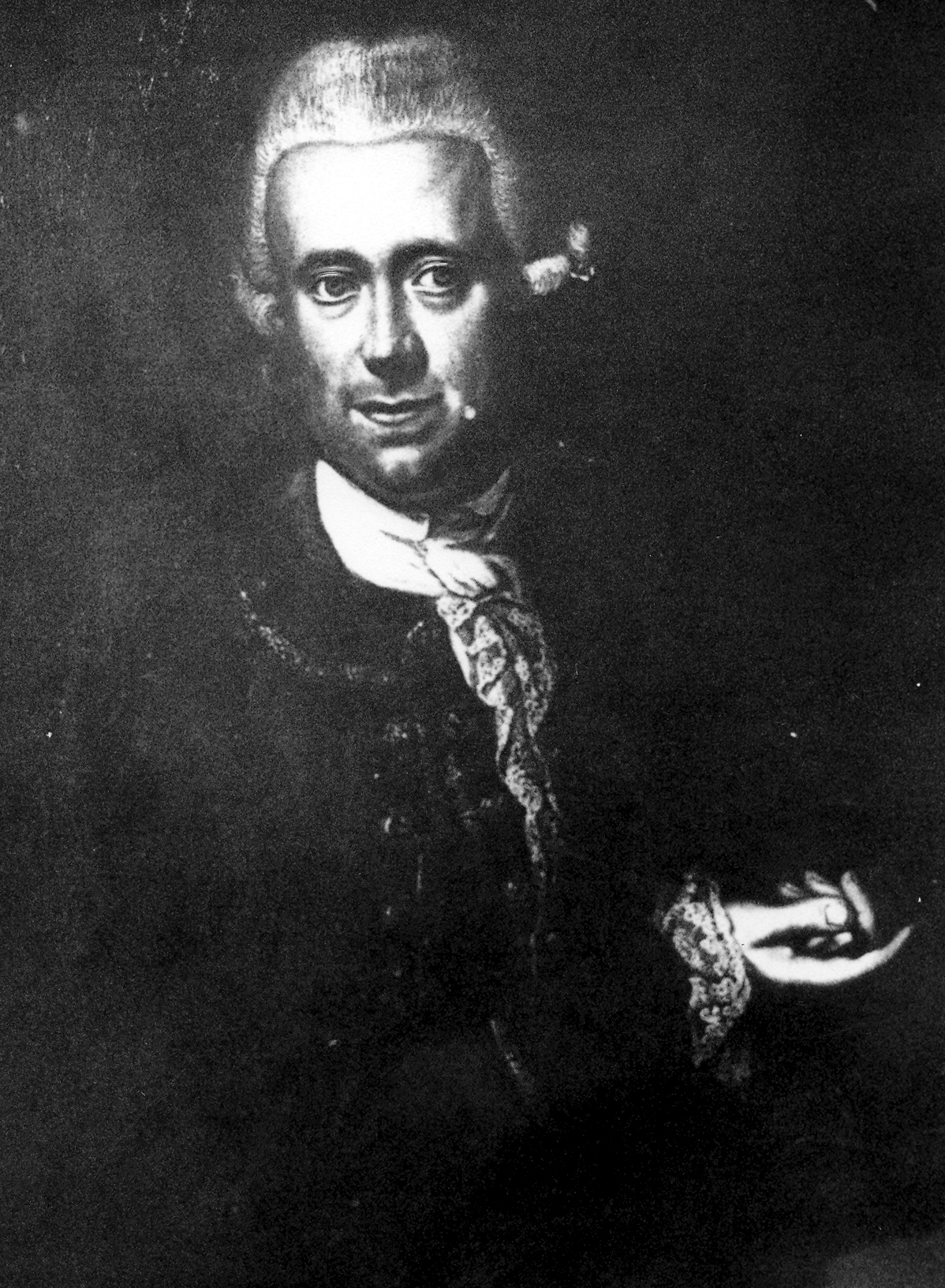
J.C.P. Erxleben

Johann Christian Polycarp Erxleben (Quedlinburg, 22 juni 1744 - Göttingen, 19 augustus 1777) was een Duits wetenschapper. Hoewel hij slechts 33 jaar werd maakte hij naam als (dieren)arts, natuurkundige, wiskundige, scheikundige en astronoom. Hij wordt beschouwd als de grondlegger van de moderne diergeneeskunde in Duitsland; hij stichtte in 1771 het diergeneeskundig instituut in Göttingen, de eerste academische veeartsenijschool in Duitsland. Hij schreef en vertaalde leerboeken over natuurwetenschappen en veeartsenij.
Johann Christian Polycarp was een zoon van Dorothea Christiane Erxleben, de eerste Duitse vrouw die als arts afstudeerde. Hij studeerde aan de Georg-August-Universität Göttingen vanaf 1763 en bleef aan de universiteit verbonden. In 1771 werd hij er buitengewoon hoogleraar en in 1775 gewoon hoogleraar (ordinarius) in natuurkunde en diergeneeskunde. Hij was ook lid van de academie van wetenschappen van Göttingen.
Erxleben was tevens een ijverig natuurwetenschapper. Op zijn naam staan de wetenschappelijke beschrijvingen van talrijke diersoorten waaronder het tamme varken, de zadelrob, het axishert, de gevlekte hyena, de Amerikaanse rode eekhoorn en de wapiti.
Erxleben was samensteller van de Göttinger Taschen-Calenders vanaf 1775. Hij vertaalde het werk The Light of Nature Pursued van Edward Search (pseudoniem van de Engelsman Abraham Tucker) naar het Duits onder de titel Das Licht der Natur; uit het Frans vertaalde hij het eerste deel van het leerboek over veeartsenij van Louis Vitet. De andere delen werden na zijn dood vertaald door Wilhelm Johann Conrad Hennemann.
Na zijn overlijden werden zijn bibliotheek, wetenschappelijke instrumenten en andere bezittingen openbaar geveild te Göttingen vanaf 11 mei 1778. Onder de te veilen voorwerpen waren onder meer "Eine Maschine zur Anatomie der Frösche" (een machine voor het ontleden van kikkers); "Die Haemisphaeria Magdeburgica" (de Maagdenburger halve bollen); "Ein junger Affe", "Ein ungebohrnes Pferd" en "Ein kleiner Esel" (een jonge aap, een ongeboren paard en een kleine ezel, alle in Spiritus); en een opgezette Canis Carcharias (witte haai), 8 voet lang.

## Enkele publicaties
- Anfangsgründe der Naturlehre (Vijfde uitgave uit 1796, door zijn collega en vriend Georg Christoph Lichtenberg aangevuld; eerste druk uit 1768).
- Anfangsgründe der Chemie (1775)
- Systema Regni Animalis per Classes, Ordines, Genera, Species, Varietates cum Synonymia et Historia Animalium. Classis I. Mammalia (1777)